# Grüner Waldsteigerfrosch
Der Grüne Waldsteigerfrosch (Leptopelis vermiculatus), auch Juwelenlaubfrosch, Tansanischer Laubfrosch oder Blaufuß-Waldsteigerfrosch genannt, ist eine Froschart aus der Gattung der Waldsteigerfrösche (Leptopelis), die nur in Tansania vorkommt.

## Beschreibung
Der Grüne Waldsteigerfrosch hat eine Kopf-Rumpf-Länge von 4–5 Zentimetern (Männchen) bzw. 6–8,5 Zentimetern (Weibchen) und gehört damit zu den größten Arten der Waldsteigerfrösche. Wie diese im Allgemeinen ist er nachtaktiv und verbringt den Tag auf beschatteten Blättern oder in Blattachseln. Artbestimmungen anhand der Färbung sind schwierig: Erwachsene Weibchen sind schwer von der ebenfalls im Lebensraum vorkommenden Art Leptopelis flavomaculatus zu unterscheiden. Das „Jugendkleid“ des Grünen Waldsteigerfroschs ist am Rücken kräftig grün mit feinen, wellenartigen schwarzen Musterungen. Die Beine haben ein schwarz-blau-weißes Streifenmuster. Die Färbung wechselt dann nach circa einem Jahr allmählich zu braun (manchmal mit dunkelgrünen Flächen). Am Rücken zeigt sich beim adulten Tier eine keilförmige dunkelbraune Musterung.

## Vorkommen und Lebensraum

Weg am Rande der Amani-Schlucht (Ost-Usambara). Das Farbfoto entstand ungefähr zu der Zeit, in der der Grüne Waldsteigerfrosch erstmals dort gefunden und beschrieben wurde.

Der Grüne Waldsteigerfrosch kommt endemisch in Tansania in der Nähe von Wasserstellen in einigen kleinen Bergregionen des Landes vor, die geografisch voneinander isoliert sind. Er ist auf insgesamt 2000 Quadratkilometern Fläche in Berggebieten Ost-Tansanias wie den westlichen und den östlichen Usambara-Bergen, in den Nguu- und Nguru-Bergen, den Udzungwa-Bergen, den Poroto-Bergen und dem Gebiet des Mount Rungwe in der Nähe der Grenze zu Sambia zu finden.
Die Usambara-Berge sind eines der kleinsten Gebirge Tansanias. Sie liegen in der Region Tanga des Distrikts Muheza circa 250 Kilometer südöstlich des Kilimandscharo. Der tropische Regenwald der submontanen Zone, in der diese Waldsteigerart zu finden ist, erstreckt sich über rund 12.900 Hektar. Das dort gelegene Amani Nature Forest Reserve durchmisst Höhenzonen von 150 Metern über Normalnull bis hinauf zu 1506 m NN.
Die Vertikalverbreitung des Grünen Waldsteigerfrosches umfasst Geländehöhen zwischen 900 m NN und – in Süd-Tansania – bis zu 1800 Metern über dem Meeresspiegel. Die Art fügt sich in eine einzigartige Fauna dieser waldüberzogenen Berge ein und ist dort eine eher häufig vorkommende Spezies.

## Fortpflanzung
Zur Laichzeit stößt das Männchen ein einzelnes „Klack“ als Paarungsruf aus.
(Ruf eines juvenilen Leptopelis vermiculatus.)
Heftige Regenfälle lösen die Paarungsbereitschaft aus. Die Eier werden im Boden vergraben. Nach dem Schlüpfen begeben sich die langschwänzigen Kaulquappen aktiv in benachbarte Wasserstellen und entwickeln sich aquatisch.

## Gefährdung
Diese Art ist – wie andere dort vorkommende Spezies auch – durch Abholzung und zunehmende UV-Strahlung bedroht. Auch muss sie wegen der disjunkten und insgesamt nur kleinräumigen Verbreitung als stark gefährdet (endangered) bezeichnet werden.

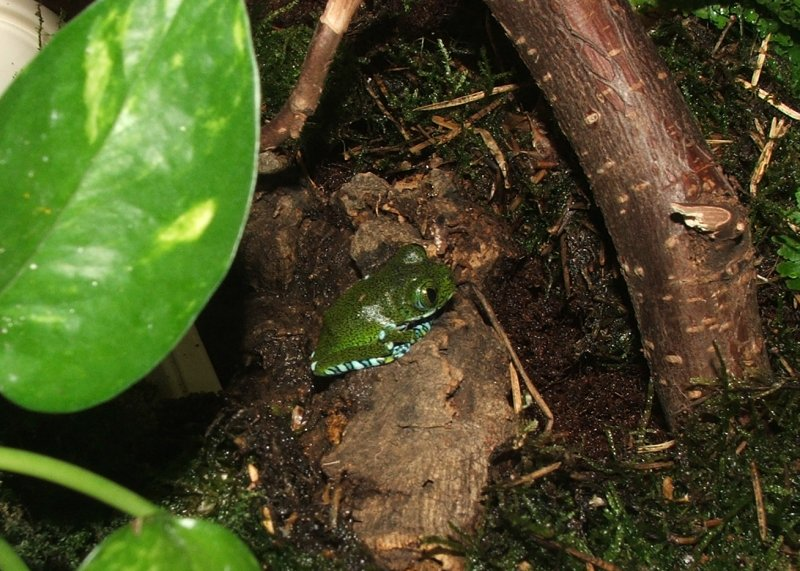
Jungtier
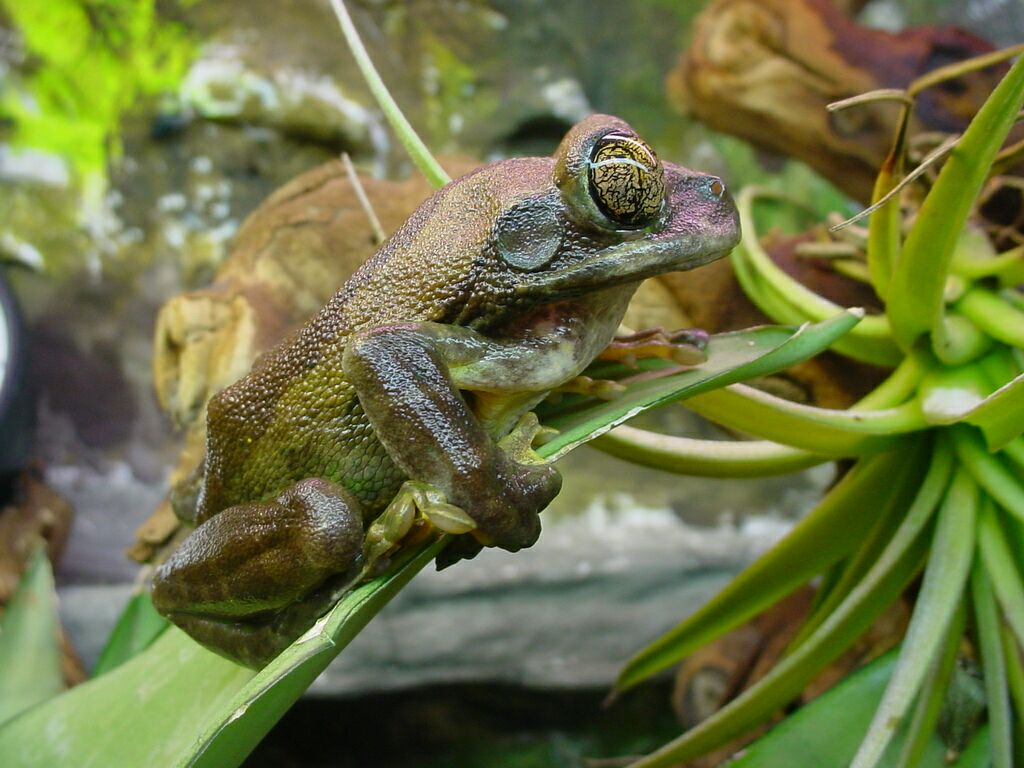
Adultes Weibchen
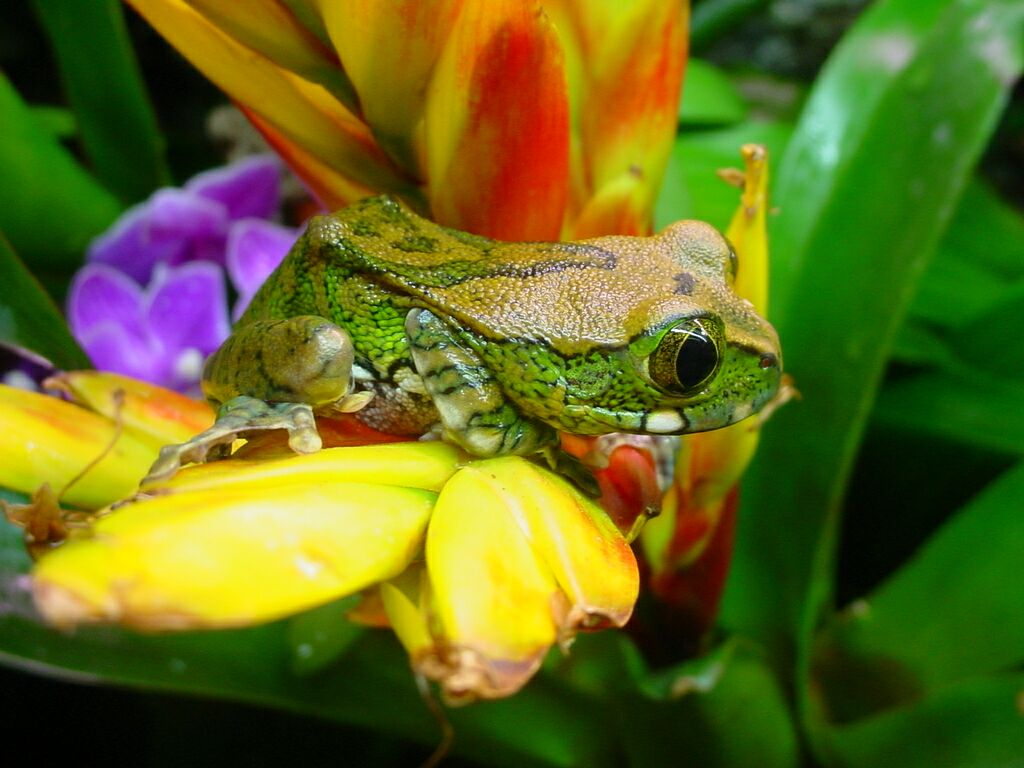
Semiadultes Männchen
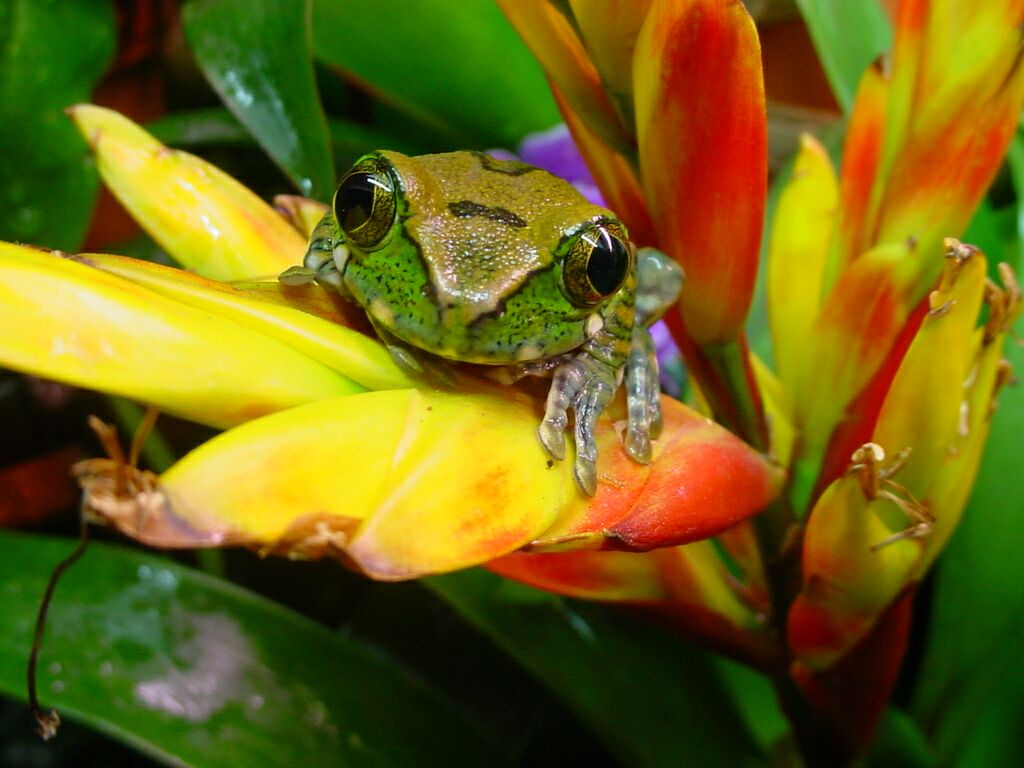
Männliches Tier in Vorderansicht

## Systematik und Taxonomie
Die Art wurde im Jahr 1909 von George Albert Boulenger am Natural History Museum in london nach einem jungen Männchen, das von Paul Krefft in der Amani-Schlucht in den Usambara-Bergen aufgesammelt worden war, als Hylambates vermiculatus erstmals beschrieben. 1928 wurde die Art von Thomas Barbour und Arthur Loveridge in die Gattung Leptopelis gestellt. Der Artname vermiculatus, der sich auch im englischen Trivialnamen des Frosches Vermiculate Tree Frog widerspiegelt, kommt von den wellenartigen, an gewundene Wurmspuren erinnernden feinen Linien, die bei den Jungformen der Art ein Ornament auf dem Rücken bilden.